# Georg Burckhardt (Politiker)

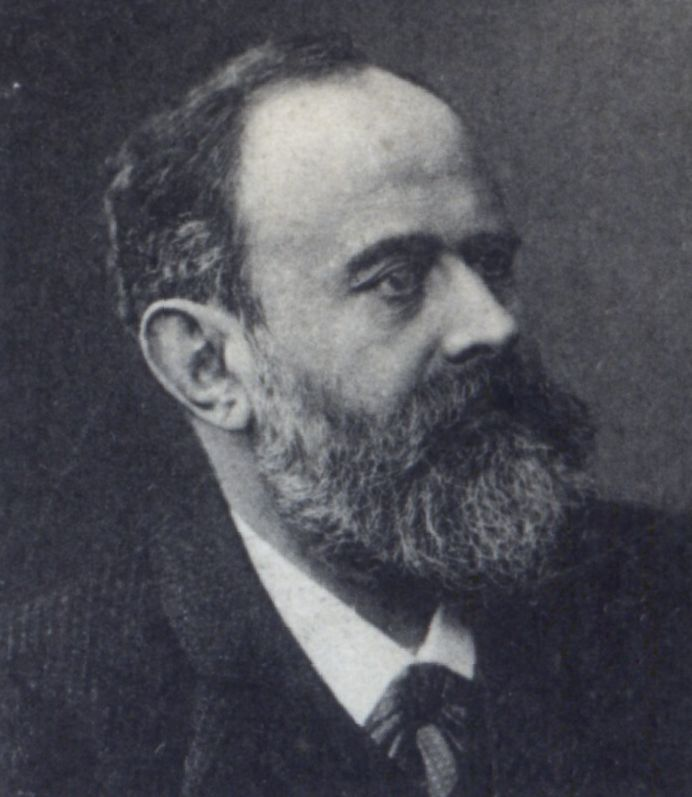
Georg Burckhardt als Reichstagsabgeordneter 1912

Georg Burckhardt (* 24. Dezember 1848 in Schermbeck; † 1927 in Godesberg) war Parteisekretär, Apotheker und Mitglied des Deutschen Reichstags.

## Leben
Burckhardt besuchte das Gymnasium in Burgsteinfurt, die Realschule zu Lippstadt und die Universitäten Bonn und Heidelberg, wo er in Naturwissenschaft promovierte. Von 1866 bis 1898 war er Apotheker, dann christlich-sozialer Parteisekretär bis 1910 und Schriftsteller. Weiter war er auch Oberapotheker der Landwehr. Zwischen 1916 und 1918 war er „mit Unterstützung“ von Wilhelm Wallbaum (1876–1933) auch Vorsitzender der Christlich-sozialen Partei.
Von 1903 bis 1918 war er Mitglied des Deutschen Reichstags für den Reichstagswahlkreis Regierungsbezirk Wiesbaden 5 (Dillkreis, Oberwesterwald) und die Christlich-soziale Partei.